# マイ・ニューヨーク・ダイアリー
『マイ・ニューヨーク・ダイアリー』（My Salinger Year）は2020年のアイルランド・カナダのドラマ映画。監督はフィリップ・ファラルドー、出演はマーガレット・クアリーとシガニー・ウィーヴァーなど。1990年代のニューヨークで老舗の出版エージェンシーに就職し、伝説的隠遁作家J・D・サリンジャーと彼のファンを結ぶ窓口係となった作家志望の女性を描いた青春奮闘記で、ジョアンナ・ラコフが2014年に上梓した自叙伝『サリンジャーと過ごした日々』を原作としている。

## ストーリー
1995年、作家になることを夢見る若い女性、ジョアンナはニューヨークに移住することになった。ジョアンナは同地で最も歴史のある出版エージェンシーに職を得て、J・D・サリンジャーの代理人を務めることになった。しかし、ジョアンナはサリンジャーの著作を1冊も読んだことがなかったため、特に感慨を覚えるようなこともなかった。隠遁生活を送るサリンジャーと接する機会はなく、ジョアンナの仕事は専らサリンジャーに送られてくる膨大な量のファンレターに返信することだった。会社からは「サリンジャーはファンレターを読みませんので悪しからず」とだけ返信するように命じられていたが、ジョアンナは幾人かの熱心なファンに対して丁寧な返信を出していた。そんなある日、誰もが想定していなかった出来事が起きた。サリンジャーが『ハプワース16、一九二四』を単行本として世に出す意欲を見せ、出版社に仲介してくれるようジョアンナに依頼してきたのである。
本作はジョアンナがサリンジャーとその言葉に触発され、自己を確立していく姿を描き出す。

## キャスト
※括弧内は日本語吹替版の担当キャスト
- ジョアンナ: マーガレット・クアリー（竹内恵美子）
- マーガレット: シガニー・ウィーヴァー（幸田直子）
- ドン: ダグラス・ブース（森田了介）
- ダニエル: コルム・フィオール（山中誠也）
- ジェニー: ショーナ・カースレイク（英語版）
- ヒュー: ブライアン・F・オバーン（喜多田悠）
- リサ: シャオ・スン
- 少年: テオドール・ペルラン（英語版）
- マックス: ヤニック・トゥルースデール（英語版）
- カール: ハムザ・ハク（英語版）
- パム: レニー・パーカー（英語版）
- J・D・サリンジャー: ティム・ポスト

## 製作
2019年2月8日、マーガレット・クアリーとシガニー・ウィーヴァーがフィリップ・ファラルドー監督の新作映画に出演することになったと報じられた。5月23日、本作の主要撮影が始まった。

## 公開・マーケティング
2020年2月20日、本作は第70回ベルリン国際映画祭でオープニング作品としてプレミア上映された。5月19日、IFCフィルムズが本作の全米配給権を獲得したとの報道があった。10月2日、本作のオフィシャル・トレイラーが公開された。

## 評価
本作は批評家から好意的に評価されている。映画批評集積サイトのRotten Tomatoesには85件のレビューがあり、批評家支持率は71%、平均点は10点満点で6.3点となっている。また、Metacriticには18件のレビューがあり、加重平均値は50/100となっている。